# Кул момци
Кул момци или Екстра лоши (енгл. Superbad) је америчка филмска комедија из 2007. године, у режији Грега Матоле, у којој главне улоге тумаче Мајкл Сера и Џона Хил. 
Сценаристи Сет Роген и Еван Голдберг почели су рад на сценарију са тринаест година инспирисани личним искуствима, а главни ликови у филму носе њихова имена.
Филм је остварио добру зараду на биоскопским благајнама и наишао је на позитиван пријем код критичара.

## Радња
Сет и Еван су матуранти и најбољи пријатељи још од детињства који се спремају да оду на различите факултете.
Сетова симпатија, Џулс, позива га на забаву у њену кућу. Сетов и Еванов пријатељ Фогел планира да набави лажну личну карту, па Сет обећава Џулс да ће купити алкохол за забаву. Еван наилази на своју симпатију, Беку, и обећава јој да ће донети специјалну флашу вотке.
Упркос Фогеловој лажној личној карти која има само презиме − „Меклавин” − он успешно купује пиће, али га пљачкаш нокаутира пре него што изађе из продавнице. Када стигну полицајци Слејтер и Мајклс, Сет и Еван, који су напољу, верују да је Фогел ухапшен; заправо полицајци су се сложили да „Меклавина” одвезу на забаву.
Док је испред продавнице пића, Сета удари један аутомобил. У замену да га Сет и Еван не пријаве полицији, возач им обећава да ће их одвести на другу забаву, где могу да набаве алкохол. У међувремену, Слејтер и Мајклс воде Фогела у бар и спријатеље се са њим. Упркос томе што су на дужности, они почињу да пију, користе своје сирене непрописно и пуцају на „стоп” знак.
На забави, Сет пуни алкохолом флаше детерџента за веш из подрума и плеше са пијаном девојком. Она му мрља ногу менструалном крвљу, док група људи на кокаину тера Евана да им отпева песму. Сет се суочава са домаћином забаве због плеса са његовом вереницом и долази до туче; позвана је полиција, док Сет и Еван беже.
Напољу, Сета поново удари ауто, овај пут полицијски којим управљају Слејтер и Мајклс. Планирају да кривицу за несрећу пребаце на Сета, али кад Фогел изађе из аута, Еван бежи, а Сет и Фогел беже са алкохолом. На крају, сва тројица стижу на Џулсину забаву.
На забави, Фогел нехотице открива да ће он и Еван делити собу на колеџу, што узнемирује Сета. Сетове приче о ноћним лудоријама га чине популарним, док Бека жели да има секс са Еваном, који одбија јер је пијана.
У међувремену, Фогел импресионира Николу, атрактивну студенткињу на размени, и њих двоје одлазе на спрат. Сет у пијаном стању покушава да пољуби Џулс, али она га одбија јер нити пије нити жели Сета док је он пијан. Он верује да је уништио своје шансе са њом, а онда се онесвести, случајно ударивши Џулс главом и остављајући јој модрицу.
Слејтер и Мајклс прекидају забаву. Сет се буди и бежи, носећи пијаног Евана. Слејтер хвата Фогела и Николу усред секса, због чега она бежи. Слејтер виче на Фогела што их је напустио, али Мајклс истиче да су га управо прекинули. Извињавају се и откривају да су све време знали да је Фогел малолетан, али су се претварали да му верују, желећи да покажу да и полицајци могу да се забављају. Да би се надокнадили Фогелу, претварају се да га хапсе напољу како би изгледао „опасно” пред друговима. Они настављају своје лудорије, на крају уништавајући свој аутомобил Молотовљевим коктелом док Фогел пуца у њега из Слејтеровог пиштоља.
Сет и Еван се враћају у Еванову кућу, где Сет открива да је још недељама раније сазнао да Еван и Фогел планирају да живе заједно на колеџу. Еван признаје да не жели да живи са Фогелом, али се плаши да живи са странцима. Извињавају се један другом и мире се.
Следећег дана, Сет и Еван одлазе у тржни центар и налећу на Џулс и Беку. Бека и Сет се извињавају због свог пијаног понашања. Сет води Џулс да купи коректор за модрицу на оку коју јој је оставио, док Еван и Бека одлазе да купе јорган која ће заменити онај на који је пијана повратила.

## Улоге
| Глумац              | Улога             |
| ------------------- | ----------------- |
| Џона Хил            | Сет               |
| Мајкл Сера          | Еван              |
| Кристофер Минц-Плас | Фогел „Меклавин”  |
| Сет Роген           | полицајац Мајклс  |
| Бил Хејдер          | полицајац Слејтер |
| Марта Макајзак      | Бека              |
| Ема Стоун           | Џулс              |
| Авива Фарбер        | Никола            |
| Џо Ло Труглио       | Франсис           |
| Кевин Кориган       | Марк              |
| Дејв Франко         | Грег              |
| Стејси Едвардс      | Кејт              |
| Дејвид Крамхолц     | Бенџи Остин       |
| Мартин Стар         | Дејвид            |
| Лорин Милер         | Скарлет Брајтон   |
| Кларк Дјук          | тинејџер на журци |